# Come il mare (Massimo Di Cataldo)
Come il mare è un brano musicale del cantautore italiano Massimo Di Cataldo, pubblicato nel 2002 come primo singolo estratto dall'album Veramente.

## Il brano
Con questo brano Di Cataldo partecipò al Festivalbar 2002.

## Video musicale
Il videoclip del brano è stato diretto da Cosimo Alemà. Alcune scene sono state girate al promontorio dell'Argentario.

## Tracce
1. Come il mare – 3:45